# Harpolingen

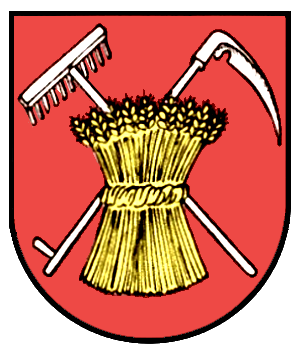
Ehemaliges Gemeindewappen von Harpolingen

Harpolingen ist ein Ortsteil der Stadt Bad Säckingen und liegt am Südhang des Schwarzwaldes auf einer Höhe von 450 bis 550 Meter über dem Meeresspiegel. Ortsvorsteher ist Torsten Weimer. Harpolingen liegt sieben Kilometer vom Stadtkern Bad Säckingens entfernt und hat 630 Einwohner. Der Ort entstand während der ersten alemannischen Ansiedlung. 1281 wurde die Ortschaft erstmals als Hartpoldingen erwähnt. Er gehörte zur Grundherrschaft des Säckinger Stifts. In Harpolingen ist der Schulreformer Joseph Anton Sickinger geboren.
Am 1. Januar 1973 wurde Harpolingen in die Stadt Säckingen eingegliedert.
Harpolingen zeichnet sich durch ein reges Vereinsleben und vielfältiges bürgerschaftliches Engagement aus. Dafür wurde Harpolingen 2022 mit der Goldmedaille im Baden-Württembergischen Landeswettbewerb „Unser Dorf hat Zukunft“ ausgezeichnet.